# Сорос, Джонатан
Джонатан Тивадар Сорос (англ. Jonathan Soros; родился 10 сентября 1970 г.) — основатель и главный исполнительный директор частной инвестиционной компании JS Capital Management LLC. До этого Джонатан Сорос работал в Soros Fund Management в повседневной работе и был со-заместителем председателя организации.
Видный спонсор демократических и прогрессивных политических целей. Сорос основал ПКК «Друзья демократии», который теперь слился с «Каждый голос», чтобы настаивать на реформе финансирования избирательной кампании и упразднении коллегии выборщиков.

## Ранняя жизнь и образование
Родители Сороса — Аннализ Витчак и бизнес-магнат Джордж Сорос, которые развелись в 1981 году. Он брат Андреа и Роберта и сводный брат Грегори и Александра от второго брака его отца со Сьюзан Вебер.
Он получил степень бакалавра искусств в Уэслианском университете в Мидлтауне, штат Коннектикут. в 1992 году. Он получил степень магистра государственной политики и доктора юриспруденции в Гарвардском университете.

## Карьера

### Ранняя карьера
Джонатан Сорос работал клерком у федерального судьи, прежде чем присоединиться к Soros Fund Management.

### Фонд Сороса
Сорос работал в Soros Fund Management с 2002 года, а в 2004 году он и его брат Роберт стали сопредседателями организации, которая на тот момент управляла фондами в размере 12,8 млрд долларов. Их отец ушел в отставку в то время, но остался в качестве председателя.
Он сосредоточился на операциях и был директором по инвестициям организации, пока не ушел в отставку в 2011 году. Его отец сказал, что Джонатан был «главным архитектором нашего перехода к здоровой и стабильной инвестиционной деятельности» из неспокойного финансового периода. Однако в том же году организация понесла «значительные убытки» и была преобразована в семейный офис, управляющий средствами Джорджа, его фонда и членов семьи Сороса, и больше не функционирующий как хедж-фонд. При этом его инвесторы получили от фонда 1 миллиард долларов. Агентство Reuters заявляет, что этот шаг был сделан, чтобы избежать крайнего срока регистрации в Комиссии по ценным бумагам и биржам США в качестве управляющего инвестициями. Джонатан остался в совете своего отца.

### JS Финансы
Джонатан Сорос является основателем и главным исполнительным директором частной инвестиционной компании JS Capital Management LLC, расположенной в центре Манхэттена, недалеко от Центрального парка. Заявки за второй квартал 2015 года показали, что активы США в его портфеле оцениваются в 500 миллионов долларов по сравнению с 394,76 миллионами долларов в предыдущем квартале. В 2015 году Bloomberg Politics назвал его одним из титанов хедж-фондов.

## Политическая защита

### Реформа кампании
Он выступает за отмену коллегии выборщиков, которую он считает недемократичной и неконституционной. Это позиция группы политической защиты «Каждый голос» и Межгосударственного договора о национальном всенародном голосовании, который выступает за то, чтобы голоса выборщиков отдавались каждому штату на основе подтвержденных результатов всенародного голосования.
В июле 2012 года Джонатан Сорос основал и профинансировал ПКК «Друзья демократии» (теперь объединенный в «Каждый голос»), гибридный комитет политических действий и суперПКК, призванный продвигать реформу финансирования избирательных кампаний, которая обязала бы систему государственного финансирования для всех федеральных выборов. The Washington Post охарактеризовала организацию Сороса как «анти-супер-ПКК». Основана вместе с Илиз Хог, ранее работавшей в Media Matters for America и MoveOn.org, и Дэвидом Доннелли, исполнительным директором Public Campaign Action Fund., целью организации является избрание кандидатов, которые поддерживают реформу избирательной кампании, в том числе общественные фонды финансирования выборов.
Его стратегия состоит в том, чтобы определить от 10 до 15 округов, в которых действующие сенаторы или конгрессмены не поддержали «выборы под руководством граждан», и использовать различные формы средств массовой информации, такие как телевизионная реклама, прямая почтовая рассылка, телефонные звонки, интернет-реклама, чтобы сообщить позицию законодателя по этому вопросу . финансирование кампании. Например, Сорос, крупнейший спонсор организации, помог финансировать выборы 2012 года Сесилии Ткачик, которая поддерживает изменения в финансировании выборов в штатах путем внедрения системы государственного финансирования. Она победила с небольшим отрывом в округе, который исторически избирал республиканцев.
К 2014 году он выделил 2 миллиона долларов в течение нескольких лет на поддержку инициатив и кандидатов, а к октябрю того же года Сорос потратил 3,7 миллиона долларов на кандидатов от демократов. Семь из восьми кандидатов, которых ПКК выбрал для поддержки, были избраны в 2014 году. Он является членом Альянса демократии, организации, которая финансирует кампании демократов. The American Prospect написала о нем: «Джонатан Сорос в последние годы проявил себя как сообразительный донор и оперативник, гораздо более практичный, чем его отец Джордж, миллиардер-инвестор и донор-демократ».
В 2016 году он поддержал две законодательные инициативы штата по реформированию финансирования избирательных кампаний, одну в штате Вашингтон, а другую в Южной Дакоте. Вашингтонская инициатива 1464 предоставила бы 150 долларов каждому избирателю для внесения вклада в поддержку кандидата по своему выбору и ограниченные взносы со стороны государственных подрядчиков и лоббистов. Не прошло. Однако Закон Южной Дакоты об ответственности правительства и борьбе с коррупцией был успешным.

### Другие группы
Джонатан Сорос работал с MoveOn.org и другими группами политической защиты. Он старший научный сотрудник Института Рузвельта и член совета директоров New America Foundation и Open Society Foundations. Он является донором Альянса демократии.
Он поддерживает нью-йоркское руководство за подотчетное правительство, сформированное примерно в 2012 году. К марту 2013 года он поддержал демократию малых доноров, в которой небольшие пожертвования на кампании многократно уравновешиваются для увеличения участия граждан и разнообразия доноров.
Он участвовал в президентских кампаниях Хиллари Клинтон и Мартина О’Мэлли в 2015 году . В 2016 году он пожертвовал 1 миллион долларов организации Planned Parenthood Super PAC, которая поддерживала президентскую кампанию Хиллари Клинтон.

## Личная жизнь
Сорос женился на Дженнифер Аллан в 1997 году, которая была социальным работником, когда они познакомились. Они впервые встретились во время работы в предвыборной кампании Клинтон — Гор в 1992 году. Начиная с 2000 года пара жила в таунхаусе в Вест-Виллидж на Манхэттене.